# Добра вода (Словакия)
Добра вода (на словашки: Dobrá Voda) е село в западна Словакия, в Търнавски край, в окръг Търнава. Според Статистическа служба на Словашката република към 31 декември 2024 г. селото има 795 жители.
Разположено е на 248 m надморска височина във Малките Карпати, на 29 km северно от Търнава. Площта му е 32,98 km². Кмет на селото е Рене Бланарик. В центъра има римокатолическа църква, общински съвет и поща. 